# Anne Devlin (Irische Unabhängigkeitsbewegung)

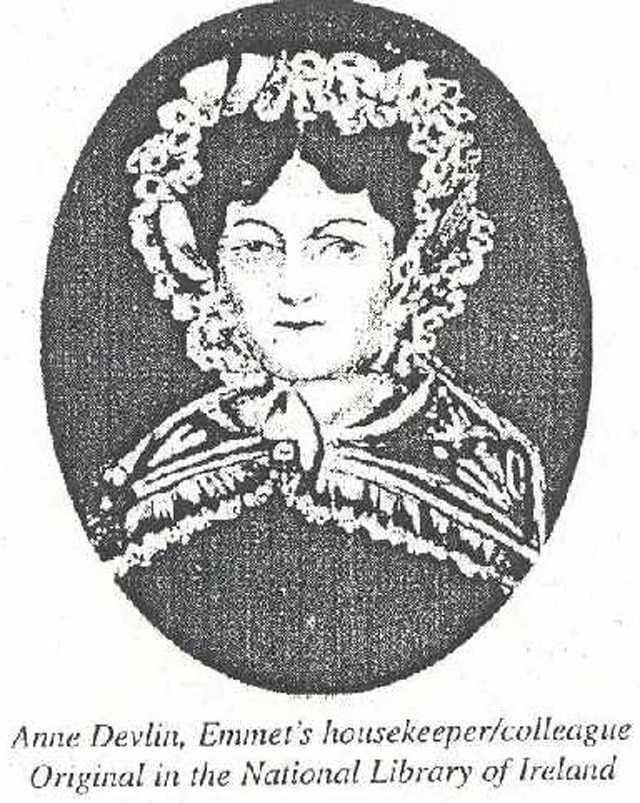
Anne Devlin

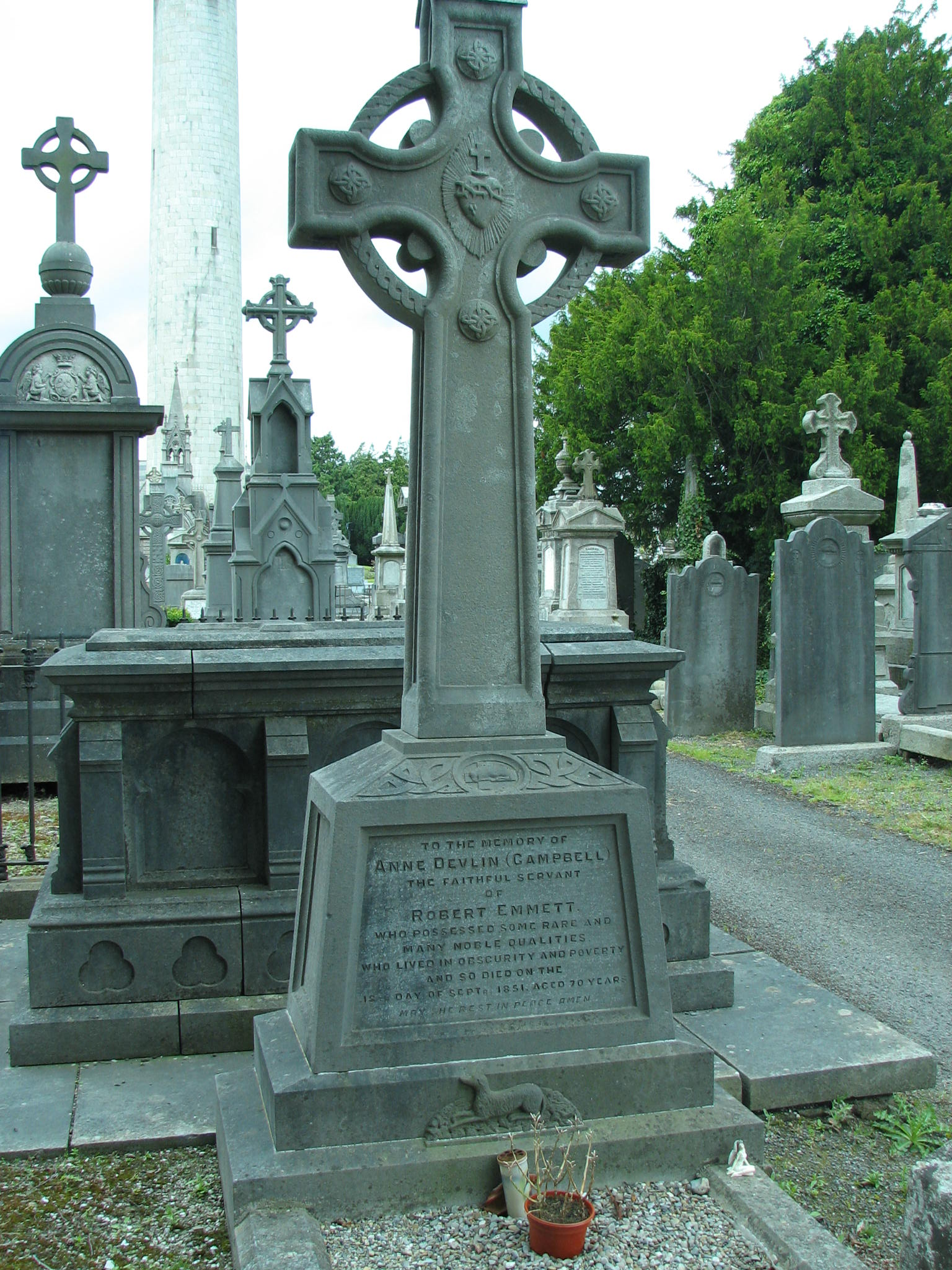
Grabmal von Anne Devlin, Glasnevin Cemetery, Dublin

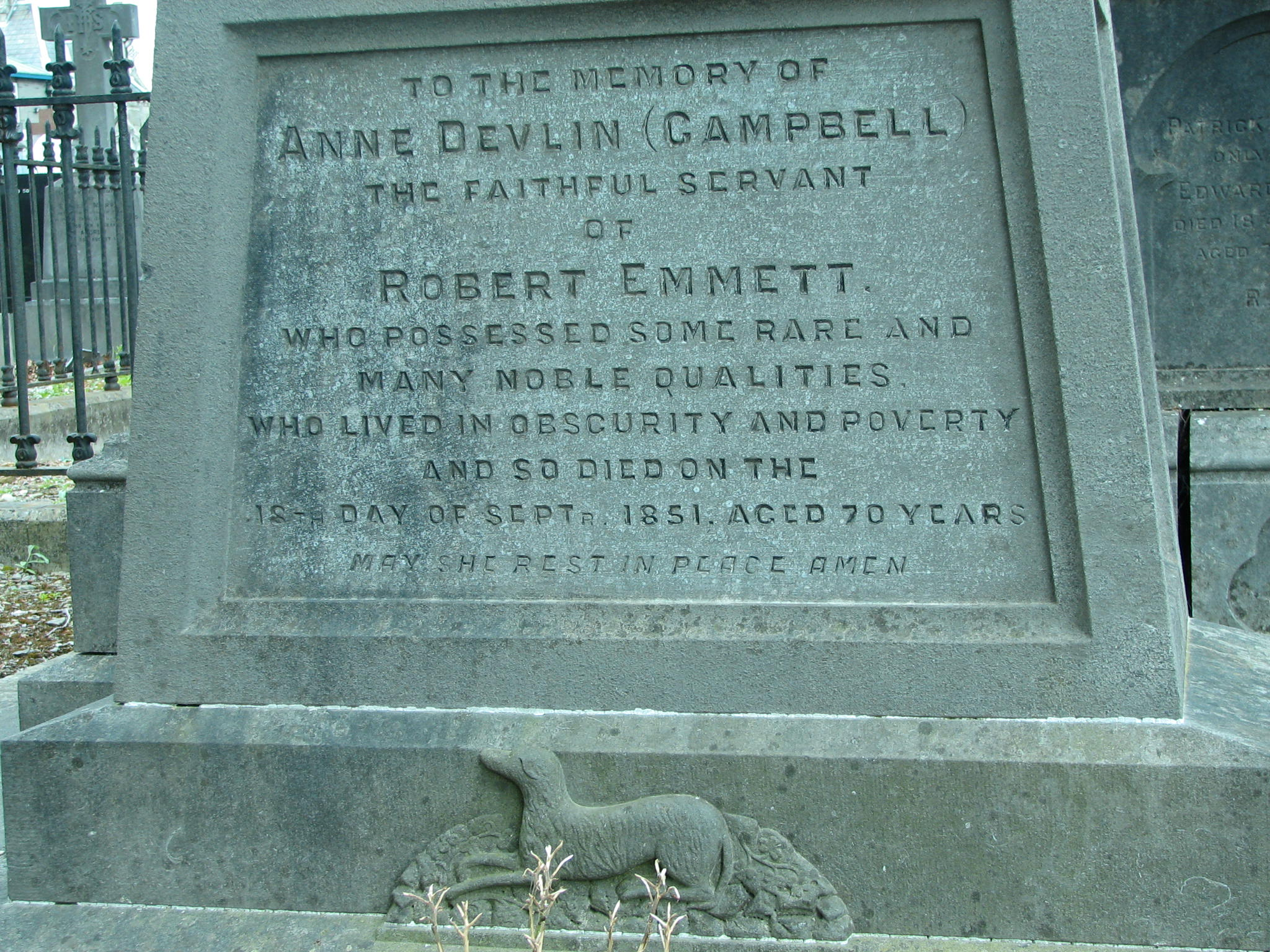
Inschrift Grabmal von Anne Devlin

Anne Devlin, verheiratet Anne Campbell, (* 1781 in Cronebeg, nahe Aughrim, County Wicklow; † 18. September 1851 in The Liberties, Dublin) war eine irische Republikanerin, die für ihr Engagement bei den United Irishmen bekannt war und in britischer Haft misshandelt wurde. Sie spielte nominell die Rolle einer unbezahlten Haushälterin, war aber in Wirklichkeit eine Mitverschwörerin von Robert Emmet im Aufstand von 1803.

## Leben
Devlin wuchs in der Nähe von Rathdrum im County Wicklow auf, wohin die Familie auf einen Bauernhof gezogen war, als sie noch ein Kind war. Sie war das zweite von sieben Kindern von Winifred Dwyer und Bryan Devlin. Sie bekam keine formale Schulbildung, galt aber als intelligent und gewissenhaft. Die Familie war republikanisch, der Vater, ein Bruder und mehrere Cousins waren Mitglied der United Irishmen. Offiziell war die Familie nicht direkt an der Rebellion von 1798 beteiligt, sie beherbergten aber Verwundete und Devlin machte Botengänge mit Nachrichten und Versorgungsmaterial. Das Haus der Familie wurde aber häufig überfallen und Familienmitglieder, wie der Vater und die Cousins Michael Dwyer und Arthur Devlin, wurden inhaftiert. 
Nach der Entlassung ihres Vaters aus dem Gefängnis 1801 zog die Familie auf einen Milchviehbetrieb in Rathfarnham, County Dublin. 1803 trat Devlin eine Stelle als Haushälterin bei Robert Emmet an. Sie war anwesend, wenn andere Führer der United Irish mit Emmet konferierten, wie James „Jemmy“ Hope, Thomas Russell, Thomas Cloney oder Michael Dwyer.
Als die Aufstandspläne im Juli 1803 schnell scheiterten, besuchte sie Emmets Gruppe in ihrem Versteck in den Dubliner Bergen, wurde aber am 26. Juli in Emmets Haus verhaftet. Sie wurde von den Militärs gefoltert, weil sie sich weigerte, deren Fragen zu beantworten, und zwar durch Half-hanging (wiederholte teilweise Strangulation) und das Zufügen zahlreicher oberflächlicher Bajonett-Wunden.
Die meisten Mitglieder der Großfamilie Devlin wurden bald darauf nach Kilmainham Gaol eingewiesen. Edward Trevor, der Gefängnisarzt, und der Town Major Henry Charles Sirr, drängten Devlin zu Einzelheiten über das Emmet-Komplott und reagierten auf ihre Hartnäckigkeit, indem sie sie in einigen der feuchtesten Zellen festhielten und sie zwangen, Emmets verstümmelte Leiche kurz nach seiner Hinrichtung anzusehen. Als sich ihr Gesundheitszustand lebensgefährlich verschlechterte, wurden kurze Besuche in Lucan arrangiert. Anfang 1806 wurde sie nach Dublin Castle verlegt und besser behandelt, bald darauf kam sie durch das sich verändernde politische Klima im Zuge der liberaleren neuen Regierung in Westminster frei.
Im Jahr 1811 heiratete sie in der St Catherine’s Church in der Meath Street William Campbell († 1846), mit dem sie zwei oder drei Kinder hatte. Lange Zeit war man davon ausgegangen, dass die extreme Armut, in der sie später versank, schon ab 1806 ihr Schicksal war, aber spätere Forschungen ergaben, dass sie bis 1810 als Dienstmädchen bei Freunden der Familie Emmet beschäftigt war. Wahrscheinlich war sie – vermittelt durch einen Freund der Familie – zwischen 1825 und den späten 1830er Jahren im St Patrick’s Hospital als Wäscherin tätig. Danach verschlechterte sich ihre Gesundheit und das Fehlen einer festen Anstellung führte zum Abstieg in die Armut, in der auch gelegentliche kleine Geldgeschenke von Sympathisanten nicht halfen. 
Devlin starb 1851 und wurde auf dem Glasnevin Cemetery in einem Grab der Armensektion begraben, 1852 aber von dem Freund und Historiker Richard Robert Madden und anderen Freunden in eine repräsentativeren Bereich umgebettet. Auf ihrem Grab steht heute ein großes keltisches Kreuz, und das Grab wird von der National Graves Association verwaltet. Devlins Ehemann William liegt weiterhin in dem ursprünglichen Grab begraben.

## Nachleben
1984 wurde das Leben von Anne Devlin im gleichnamigen irischen Film der Regisseurin Pat Murphy mit Bríd Brennan als Anne Devlin und Bosco Hogan als Robert Emmet nacherzählt.
2003 erschien eine Briefmarke zu 57c mit Anne Devlin in einer Reihe der Irischen Post zum Aufstand von 1803.
Am 4. März 2004, dem Jahrestag von Emmets Geburtstag, wurde in Rathfarnham eine Statue von Anne Devlin der Künstlerin Clodagh Emoe errichtet.